# میرویل
میرویل (به انگلیسی: Merevale) یک روستا و محله مدنی در بریتانیا است که در شمال وارویکشر واقع شده‌است. میرویل ۱۸۱ نفر جمعیت دارد.